# Trumpetarn från Säkkingen
Trumpetarn från Säkkingen (Der Trompeter von Säckingen) är en opera i en prolog och tre akter med musik av Viktor Nessler och libretto av Rudolf Bunge efter dikten Der Trompeter von Säkkingen  [sic] av Joseph Victor von Scheffel.

## Historia
Arthur Nikisch, till vilken Nessler tillägnade operan, dirigerade premiären på Carola-Theater (eller Stadttheater) i Leipzig den 4 maj 1884. Det var Nesslers största framgång, delvis tack vare von Scheffels populära dikt. Operan uppfördes på Metropolitan Opera i New York den 23 november 1887, samt på Theatre Royal, Drury Lane i London den 8 juli 1892 av Hamburg Stadttheater dirigerad av Leo Feld.
Svensk premiär hade operan den 21 september 1886 på Gustavianska operahuset (nuvarande Kungliga Operan) i Stockholm, där den spelades 13 gånger.

## Roller
| Roller                                                       | Röstläge  | Premiärbesättning 4 maj 1884 Dirigent: Arthur Nikisch | Svensk besättning 21 september 1886 |
| ------------------------------------------------------------ | --------- | ----------------------------------------------------- | ----------------------------------- |
| Werner Kirchhofer, juridikstudent, senare en trumpetare      | baryton   | Otto Schelper                                         | Filip Forstén                       |
| Konradin, en trumpetare                                      | bas       | Karl Grengg                                           | Carl August Söderman                |
| Baron von Schönau                                            | bas       | Karl Grengg                                           | Helmer Strömberg                    |
| Maria, Baronens dotter                                       | sopran    | Margarethe Jahns                                      | Selma Ek                            |
| Greve von Wildenstein                                        | bas       | Karl Grengg                                           | Axel Sellergren                     |
| Grevinnan Wildenstein, Marias tant, tidigare gift med greven | kontraalt |                                                       | Wilhelmina Strandberg               |
| Damian, grevens son i ett senare gifte                       | tenor     | George Marion                                         | Axel Rundberg                       |
| Hovmästaren                                                  | baryton   |                                                       | Robert Ohlssom                      |
| Rektorn                                                      | bas       | Karl Grengg                                           | Jean Grafström                      |

## Handling
Operan utspelar sig i Heidelberg och Säkkingen efter Trettioåriga kriget. 
Trumpetaren Werner älskar Maria, dotter till baronen, men hennes föräldrar vill att hon gifter sig med den fege Damian. Werner visar sig vara en hjälte och upptäcks senare vara av ädel börd, så allt slutar lyckligt.